# ماكس ويبر (عالم)
ماكس ويبر (بالألمانية: Max Carl Wilhelm Weber) (و. 1852 – 1937 م) هو عالم حيوانات، وعالم أسماك، وأستاذ جامعي، من الإمبراطورية الألمانية، ولد في بون، وكان عضوًا في الجمعية الملكية، والأكاديمية الملكية السويدية للعلوم، والأكاديمية الملكية الهولندية للفنون والعلوم، توفي في آربيك، عن عمر يناهز 85 عاماً.

## التعليم
تعلم في جامعة بون.

## مناصب وهيئات
كان أستاذًا جامعيًا في جامعة أمستردام.

## جوائز
حصل على جوائز منها:
- ميدالية ألكسندر أغاسيز (1927).